# Whigfield
Whigfield (11 avril 1970 à Skælskør), de son vrai nom Sannie Carlson, est une chanteuse danoise de dance, qui s'est notamment fait remarquer en décembre 1993 pour son single Saturday Night.

## Biographie
Saturday Night, conçu par le producteur italien Larry Pignagnoli (coauteur de Call Me pour Spagna en 1987), et initialement sorti en 1993, était passé inaperçu à cette époque avant de connaître un vif succès en discothèque un an plus tard.
En 1995, elle sort son premier album Whigfield incluant les singles à succès Saturday Night, Another Day, Think of You, Close to You, Sexy Eyes pour la France et Big Time pour les autres pays.
En 1997, Whigfield sort un deuxième album intitulé sobrement Whigfield 2, dont sont extraits cinq singles ; deux seulement en sortent en France, Last Christmas, Gimme Gimme (et non Baby Boy, No Tears to Cry et Givin' All My Love).
Whigfield 3, son troisième album, voit le jour en 2000, album duquel seront extraits trois singles, Be My Baby, Doo Whop et Much More.
Suit en 2002 Whigfield 4, d'où sont tirés Gotta Getcha, Amazing and Beautiful et My My.
Deux ans plus tard, en 2004, elle lance un nouveau titre, Was a Time, et en profite pour rééditer son dernier album de 2002 et le "re-badger" Was a Time. Cette même année, elle sort aussi un DVD incluant tous ses vidéo-clips jusqu'à Was a Time.
Par la suite, elle délaisse plus ou moins sa carrière de chanteuse pour composer et écrire des chansons pour d'autres artiste tels que Dhany, Ann Lee, Sandy Chambers, In-Grid, Benassi Bros., Benny Benassi, Channing, Edun, Favretto et d'autres encore. Elle pose aussi sa voix, sous le pseudo de Naan, sur l'album de Benassi Bros, Favretto, Pochill ou encore Malomodo.
Les années 2007 et 2008 marquent son retour et elle ré-enregistre et remixe ses plus grands succès (sur l'album All In One), tels que Think of You, Another Day, Was a Time, Close to You, Saturday Night, etc., ainsi que deux titres inédits, Rainbow et Right in the Night, une reprise du groupe Jam & Spoon. Le premier single de cet album est Think of You et fait l'objet de pas moins de quinze remixes. Suit en 2008 le single Right in the Night.
En 2008, elle chante à nouveau et fait remixer son premier tube Saturday Night par KLM Music et connait à nouveau un petit succès dans les classements dance, notamment au Danemark où le titre se classe 4e du Danish Dance Chart. Elle sort également cette même année le single No Doubt, annonçant par ailleurs qu'elle travaille sur un nouvel album.
Après encore quelques singles en tant que Naan, la chanson To Feel Alive (avec la collaboration d'Oral Tunerz) sort en 2011, suivie de C'est Cool, premier single extrait de son futur album.
En 2012, ledit album est commercialisé et s'intitule simplement W, cela faisait 10 ans qu'un disque entièrement inédit sous le nom de Whigfield n'était pas sorti. 4Ever et Jeg Kommer Hjem, deux autres singles extraits de W
Depuis 2015, elle chante sous son vrai nom (Sannie) et sort plusieurs chansons.
2018 marque sa participation au concours "Dansk Melodi Grand Prix" pour représenter le Danemark à l'Eurovision avec sa chanson Boys On Girls, mais ne sera finalement pas qualifiée pour la finale.
Elle continue de temps à autre à faire des petites tournées lors de concerts spécifiques "Années 90" avec d'autres groupes ou chanteurs/chanteuses ayant eu du succès à l'époque.

## Discographie

### Albums
- 1995 : Whigfield 1
- 1997 : Whigfield 2
- 2000 : Whigfield 3
- 2002 : Whigfield 4
- 2004 : Whigfield Was a time
- 2005 : Dance With Whigfield
- 2006 : Greatest Remix Hits
- 2006 : Waiting for Saturday Night - Her Greatest Hits
- 2007 : Whigfield All in One
- 2012 : W
- 2012 : W Extra Edition
- 2012 : W Pro
- 2012 : W Extra Edition Pro

### Singles
- 1993 : Saturday Night (no 1 au Royaume-Uni)
- 1994 : Another Day
- 1995 : Think of You (no 6 aux Pays-Bas)
- 1995 : Close to You
- 1995 : Big Time / Last Christmas
- 1995 : Big Time
- 1995 : Last Christmas (no 21 au Royaume-Uni)
- 1996 : Sexy Eyes (no 6 en Australie)
- 1996 : I Want to Love
- 1996 : Megamix
- 1996 : Last Christmas / Close to You
- 1996 : Gimme Gimme
- 1997 : Baby Boy / Saturday Night '97
- 1997 : Baby Boy
- 1997 : No Tears to Cry
- 1998 : Givin' All My Love
- 1998 : Sexy Eyes Remixes
- 1999 : Happy Maravilha (1999) (avec Santamaria sur leur album "Sem Limite")
- 1999 : Be My Baby
- 2000 : Doo-Whop
- 2000 : Much More
- 2002 : Gotta Getcha
- 2002 : Amazing and Beautiful / My My
- 2003 : Saturday Night 2003 Remixes
- 2004 : Was a Time
- 2007 : Think of You (2007)
- 2008 : Right in the Night
- 2008 : KLM Music Featuring Whigfield Saturday Night
- 2009 : No doubt
- 2011 : To feel alive avec Oral Tunerz
- 2011 : C'est cool (no 1 au Danemark)
- 2012 : 4ever
- 2012 : Jeg kommer hjem
- 2020 : Suga*

*au départ sous le pseudo I.D.

## Discographie sous le pseudonyme «Naan»
- 2005 : Malomodo feat. Naan - Come a Little Closer
- 2005 : Favretto feat. Naan - Yes UR
- 2005 : Benassi Bros. feat. Naan - Rocket in the Sky (sur l'album ...Phobia)
- 2005 : Benassi Bros. feat. Naan - Feel Alive (sur l'album ...Phobia)
- 2006 : Benny Benassi - Who's Your Daddy
- 2007 : Favretto - People of the Night
- 2008 : Pochill - Nothing but the Hill (Album - Plusieurs titres)
- 2008 : Kurz feat. Naan - Sugar
- 2008 : Benny Benassi - Rock 'n' Rave (dû à l'inclusion de Who's Your Daddy)
- 2008 : Lefavre feat. Naan - Bombero
- 2008 : Favretto & Naan - Heaven (dû à l'inclusion de Heaven Is Here et Hello)
- 2008 : Favretto & Naan - Follow Your Heart
- 2008 : Favretto & Naan - Hello
- 2008 : Favretto & Naan - Heaven Is Here
- 2008 : Favretto & Naan - Never Enough
- 2008 : Favretto & Naan - What's Your Name?
- 2008 : Favretto & Naan - Beautiful You Are
- 2009 : Oral Tunerz feat. Naan - 'till You Drop
- 2009 : D-bag feat. Naan - Up to the boy
- 2009 : Monofono feat. Naan - U wanna have it
- 2010 : Pochill - Discipline (Album - Plusieurs titres)
- 2010 : Auxman feat. Naan - Can't touch (version chantée de Ambe)
- 2010 : Auxman - Go!
- 2010 : D-bag feat. Naan - Milk
- 2010 : Adam K feat. Naan - Wake Up
- 2011 : Adam K feat. Naan - Wake Up (Remixes)

## Discographie sous le pseudonyme «Sannie»
- 2015 : How Long
- 2016 : In The Morning
- 2018 : Boys On Girls